# Saussurea oxyodonta
Saussurea oxyodonta là một loài thực vật có hoa trong họ Cúc. Loài này được Hultén miêu tả khoa học đầu tiên năm 1930.